# Dictyostega orobanchoides
Dictyostega orobanchoides ist eine mykoheterotrophe, blattgrünlose Pflanzenart und die einzige Art ihrer Gattung aus der Familie der Burmanniaceae.

## Beschreibung

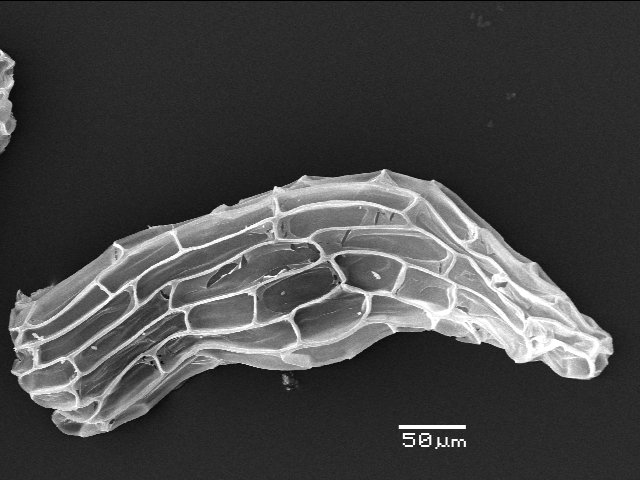
Samen von Dictyostega orobanchioides, REM

Dictyostega orobanchoides ist eine aufrecht und krautig wachsende Art. Sie erreicht Wuchshöhen zwischen 10 und 48 Zentimetern. Sie betreibt keine Photosynthese mehr, sondern lebt parasitisch von Pilzen und ist zu ihrer Ernährung vollständig von diesen abhängig.
Die Rhizome sind bis zu 1 Millimeter dick und mit 1,6 bis 4 Millimeter langen, 0,2 bis 0,8 Millimeter breiten und schmal-eiförmigen Schuppenblättern dicht bedeckt. Die Schuppenblätter und ihre Zwischenräume werden von den Hyphen arbuskulärer Mykorrhizapilze besiedelt. Der Pilz besiedelt dabei zwar auch das Gewebe der Blätter, nicht aber das des eigentlichen Rhizoms. Die Ränder der Rhizomschuppen beziehungsweise lange Härchen an deren Spitze übernehmen dabei möglicherweise die Funktion der Wurzelhaare, die bei Dictyostega wie in der ganzen Familie fehlen.
Die Blütenstandsachsen sind weiß bis rötlich überhaucht, die Blätter schmal-eiförmig, spitz zulaufend, 1,2 bis 8,5 Millimeter lang und 0,4 bis 2,5 Millimeter breit. Die Tragblätter sind ähnlich, aber in allen Maßen deutlich kleiner.
Die Blüten sind weiß bis rötlich überhaucht oder blassgelb und bis zu 8,5 Millimeter lang. Die Kapselfrüchte sind breit elliptisch, 3,5 Millimeter lang, 4 Millimeter breit und enthalten zahlreiche winzige Samen.

## Verbreitung
Dictyostega orobanchoides findet sich von Mexiko über Mittelamerika bis zum nördlichen Südamerika (Bolivien, Brasilien). Sie wächst in Höhenlagen von Meereshöhe bis auf rund 2600 Meter.

## Systematik
Man kann drei Unterarten unterscheiden:
- Dictyostega orobanchoides (Hook.) Miers subsp. orobanchoides: Sie kommt im tropischen Amerika vor.[1]
- Dictyostega orobanchoides subsp. parviflora (Benth.) Snelders & Maas: Sie kommt in Trinidad vor und von Panama bis zum tropischen Südamerika.[1]
- Dictyostega orobanchoides subsp. purdieana (Benth.) Snelders & Maas: Sie kommt vom südlichen Panama bis Peru vor.[1]